# Bernard Meyer
- Este artigo foi inicialmente traduzido, total ou parcialmente, do artigo da Wikipédia em alemão cujo título é «Bernard Meyer», especificamente desta versão.

Bernard Meyer (Papenburg, 24 de maio de 1948) é um engenheiro alemão.
Foi agraciado em 2008 com o Anel Werner von Siemens. É proprietário do Estaleiro Meyer.
Estudou construção naval de 1968 a 1973 em Hamburgo e Hanôver. Assumiu a direção do Estaleiro Mayer sucedendo seu pai Joseph-Franz Meyer, em 1982.
A láurea com o Anel Werner von Siemens foi assim fundamentada: que ele "representa uma personalidade exclusiva entre os engenheiros alemães, responsável pela realidade do desenvolvimento tecnológico de ponta implementado em seus modernos estaleiros em Papenburg e Rostock".